# Pseudoskenella depressa
Pseudoskenella depressa is een slakkensoort uit de familie van de Pyramidellidae. De wetenschappelijke naam van de soort is voor het eerst geldig gepubliceerd in 1973 door Ponder.